# Ducado de Barcelos
El título de Duque de Barcelos fue creado por el rey Sebastián I de Portugal por carta del 5 de agosto de 1562 en favor de Juan I de Braganza, futuro sexto duque de Braganza. Este título, sustituyó al de conde de Barcelos y se destinaba a los herederos de la Dinastía de Braganza, es decir, a los primogénitos de los Duques de Braganza. Tras la restauración de 1640 con la consecuente subida de los Braganza al trono portugués, el título de Duque de Barcelos continuó siendo atribuido al heredero del Ducado de Braganza, que simultáneamente pasó a ser el segundo en la línea de sucesión a la corona.